# Christine Dölle
Christine Dölle (* 29. Juni 1941 in Leipzig; † vor dem 6. Juli 2024) war eine Leipziger Gebrauchsgrafikerin, Karikaturistin und Autorin.

## Leben und Wirken
Christine Dölle (Mädchenname: Christine Kyber) wuchs in Leipzig auf. Sie machte eine Lehre als Retuscheurin und technische Zeichnerin und studierte anschließend  Angewandte Kunst in Leipzig. Ab 1964 war sie als freischaffende Gebrauchsgrafikerin und Ausstellungsgestalterin tätig.
Ab 1990 zeichnete Christine Dölle Karikaturen und Cartoons für verschiedene deutsche Zeitungen und Magazine. Nach ihrer Cartoonfigur Osgar benannte Bild Leipzig einen Medienpreis, der von 1994 bis 2009 vergeben wurde.
Christine Dölle lebte in Leipzig. Sie war verheiratet und hatte eine Tochter.

## Publikationen
Christine Dölle veröffentlichte mehr als zwölf Bücher mit Karikaturen und Cartoons. Ihr Buch Der BesserWessi wurde nach eigenen Angaben über 70.000 Mal verkauft.
- Lutherstadt Wittenberg, farbiger Faltplan, hrsg. vom Rat der Stadt Wittenberg, 1982
- Mach's besser, Ossi! Forum, Leipzig 1991, mit weiteren Autoren
- Der BesserWessi. 97 BesserWessi-Witze und 22 Karikaturen, Forum Leipzig, 1991, mit Ingolf Serwuschok, 70000 verkaufte Exemplare
- Sächsisches Kochbuch, Sachsenbuch, 1991
- Biedenkopf spricht, Sachsenbuch, 1992
- Frech wie Osgar. Zuerschd weern de Heiser sanierd un dann das Gebiß! Eichborn Verlag, 1994,
- Osgar & Bebbge, , Wilhelm Heyne Verlag, 1998
- Im Osten nix Neues, Eulenspiegel, Berlin 2004, mit Ernst Röhl
- Wer zuletzt lacht, lacht im Westen, Eulenspiegel, Berlin, 2005
- Quatsch mit Soße. Sächsisch kochen ohne Mätzchen, Forum Leipzig, 2005
- Mein Mann und sein Müll, Eulenspiegel, Berlin 2006
- Sachsen Sex, Eulenspiegel, Berlin 2009
- Prost Mahlzeit, 2009
- Hilfe, mein Mann ist ein Messie, 2015, letztes Buch